# Breekbaar heidestaartje
Breekbaar heidestaartje (Cladonia callosa) is een korstmos behorend tot de familie Cladoniaceae. Deze grondbewoner komt voor op heide en stuifzwand. Het leeft in symbiose met de alg Trebouxioid. Hij komt voor op zandige gronden.

## Kenmerken
Breekbaar heidestaartje heeft tere, 0,5 tot 1,0 mm grootte, weinig ingesneden, rechtopstaande schubben. Bij droogte kunnen blaadjes omkrullen waarna de witte onderkant zichtbaar wordt. De bovenzijde van de blaadjes is gemarmerd. De podetiën zijn zeldzaam en klein, tot 1,5 cm hoog.
Het heeft de volgende kenmerkende kleurreacties: C–, K–, KC–, Pd–, UV+ (sterk blauwviolet). De UV-fluorescentie is zo helder dat de soort kan worden gedetecteerd door op bewolkte dagen met een UV-lamp waarschijnlijke heideoevers en padkanten na te lopen.

## Verspreiding
Deze soort komt voor in Europa.
In Nederland komt het zeldzaam voor. Het staat niet op de rode lijst en is niet bedreigd.